# Embriogeneza roślin

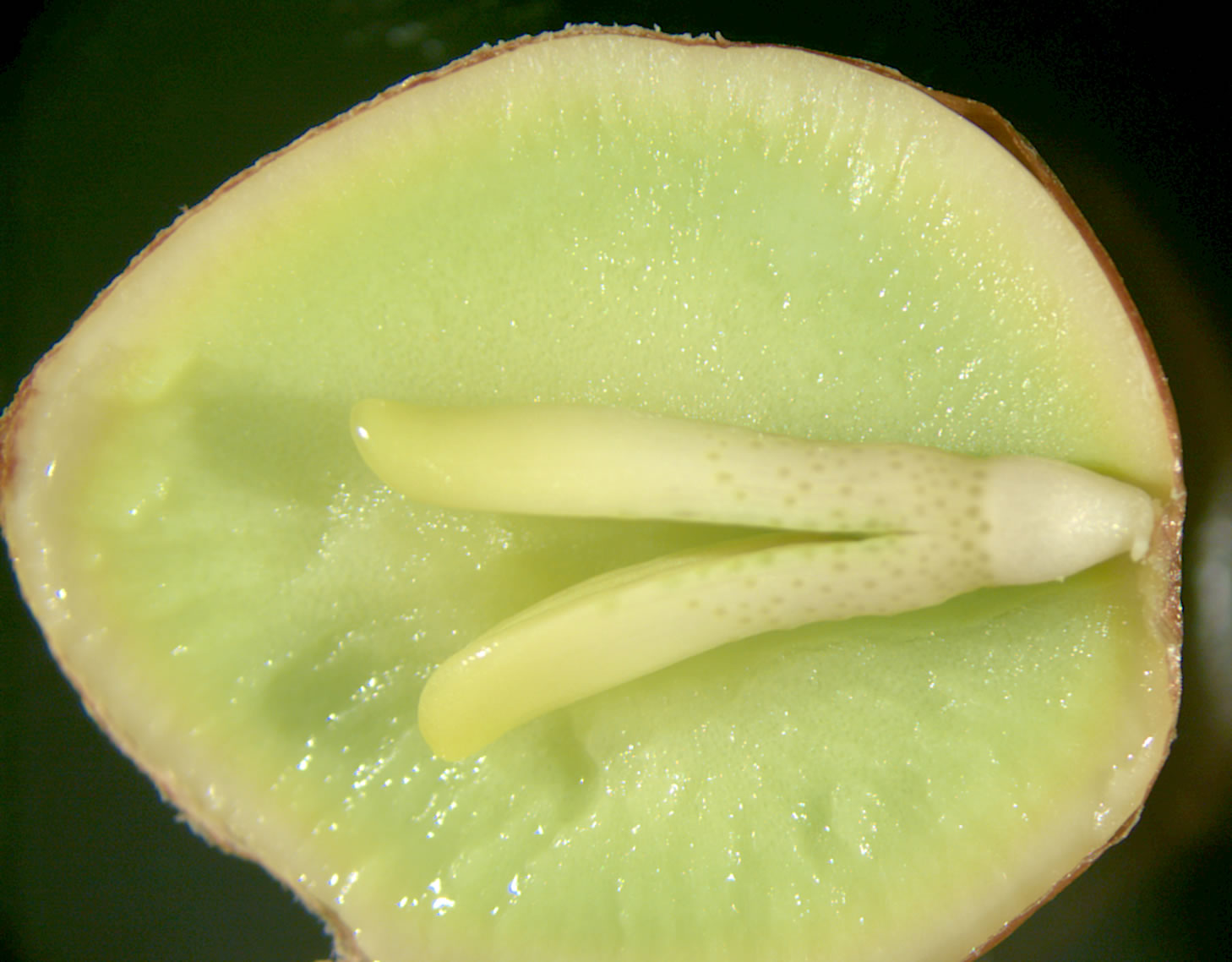
W pełni rozwinięty zarodek miłorzębu dwuklapowego

Embriogeneza roślin – proces formowania się z pojedynczej komórki  organizmu, zawierającego różne typy komórek i tkanek będące podstawowymi elementami przyszłej rośliny. W zależności od rodzaju komórki z której rozwija się zarodek wyróżniana jest embriogeneza zygotyczna, apomiktyczna, somatyczna i androgeniczna. Efektem embriogenezy jest ukształtowanie się ciała rośliny umożliwiające wzrost w osi apikalno-bazalnej oraz promienisty (radialny). W procesie embriogenezy dochodzi do wykształcenia merystemu wierzchołkowego pędu, liścieni, hipokotylu i korzenia z merystemem wierzchołkowym. Wykształcone zostają także tkanki pierwotne, czyli epiderma, miękisz zasadniczy, walec osiowy (wiązki przewodzące).
W procesie embriogenezy poszczególnych grup roślin mogą występować różnice. Zwykle pierwszy podział zygoty jest nierówny. Właściwy zarodek rozwija się z komórki o gęstej cytoplazmie. Druga komórka z dużą wakuolą, dzieląc się w jednym kierunku, doprowadza do wykształcenia wieszadełka (suspensora, haustorium). Struktura ta zapewnia przesuwanie organogenicznej części zarodka oraz umożliwia pobieranie substancji pokarmowych z rośliny rodzicielskiej. Zarodek właściwy w początkowej fazie ma symetrię obrotową, jednak u podczas dalszego rozwoju przechodzi do symetrii grzbietobrzusznej. U roślin dwuliściennych zarodek przechodzi do symetrii dwubocznej, a u nagonasiennych może wykształcać się symetria wielokrotna. W kolejnych etapach prazarodek przekształca się w zarodek uorganizowany, w którym możliwe jest wyróżnienie organów. Zarodek paprotników rośnie bez przerw aż do wykształcenia samodzielnej rośliny. U roślin nasiennych zarodek zwykle rozwija się do pewnego momentu, a następnie wchodzi w stan spoczynku. Po ustaniu spoczynku nasiona kiełkują, a z zarodka wykształca się siewka.

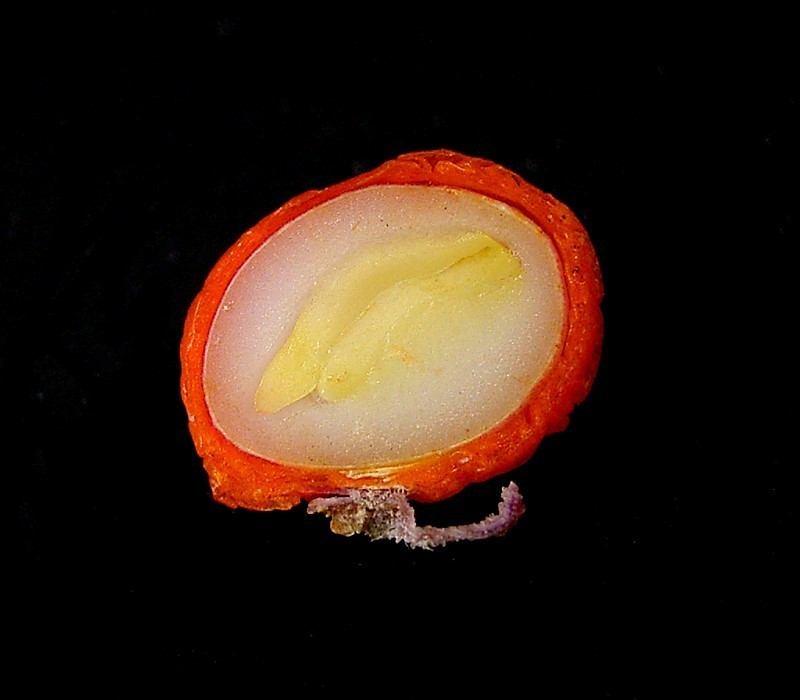
Zarodek trzmieliny pospolitej

Zwykle przez zarodek rozumie się strukturę rozwijającą się z zapłodnionej komórki jajowej. Jednakże u roślin możliwe jest powstawanie zarodków partenogenetycznych, asporycznych (z komórek woreczka zalążkowego), androgenicznych (z ziaren pyłku) oraz somatycznych. Początkiem rozwoju zarodka może być więc niemal każda żywa komórka roślinna.

## Embriogeneza zygotyczna

### Paprotniki
U paprotników embriogeneza rozpoczyna się od podziału zygoty na dwie komórki: epibazalną i hipobazalną. Jedna z powstałych komórek jest właściwą komórką embriogeniczną. Funkcję tę może spełniać komórka epibazalna; w tym przypadku zarodek wyrasta przez szyjkę z gametofitu. Ten typ zarodka określany jest jako egzoskopowy i występuje u skrzypów, niektórych paproci i psilotów. Gdy zarodek rozwija się z komórki hipobazalnej, określany jest jako endoskopowy. Ten typ zarodka wrasta w gametofit i występuje u Selaginella, Phylloglossum, Lycopodium i większości paproci. W kolejnych podziałów komórki embriogenicznej powstaje zarodek o kształcie kulistym. Z komórki nieebriogenicznej rozwija się suspensor oraz stopka lub tylko jeden z tych tworów.
Szczególnym przypadkiem są Equisetum, u których nie ma wyraźnego wydzielenia komórki embriogenicznej. Z komórki hipobazalnej rozwija się stopka i zaczątek korzenia, a z komórki epibazalnej zaczątek pędu i zawiązki liści. 

### Nagonasienne
Charakterystycznym elementem embriogenezy nagonasiennych jest wytwarzanie neocytoplazmy. Podczas zapłodnienia do komórki jajowej przechodzi nie tylko jądro gamety męskiej lecz także cytoplazma z mitochondriami i protoplastami. W efekcie zygota zawiera protoplasty rośliny ojcowskiej, zaś mitochondria pochodzą od obu osobników rodzicielskich. Proces eliminacji plastydów komórki jajowej jest możliwy dzięki wytwarzaniu dużych ilości neocytoplazmy. W jej obrębie dochodzi także do podziałów jąder komórkowych, w trakcie których drastycznie ulega ograniczenie ich objętości. Podziałom jąder nie towarzyszą cytokinezy i są one nazywane podziałami wolnojądrowymi. Neocytoplazma oraz dzielące się jądra komórkowe zlokalizowane są w części apikalnej komórki. Podziałów wolnojądrowych jest tym więcej, im większa jest komórka jajowa. U Dion o szczególnie dużej komórce jajowej liczba jąder dochodzi do 1024, a u roślin iglastych o stosunkowo małej komórce jajowej podziały wolnojądrowe mogą nie występować. Powstałe po podziale komórki embrogeniczne nie tworzą jednego zarodka, lecz rozwijają się w wiele zarodków. Zjawisko to nazywane jest poliembrionią rozszczepieniową. Nie prowadzi jednak do wytworzenia wielu zarodków; już na wczesnym etapie ich rozwoju zarodki konkurują pomiędzy sobą i ostatecznie przeżywa jeden z nich, a pozostałe są przez niego wchłaniane. Ze względu na rozwój wielu zarodków konieczne jest wykształcenie wieszadełka wtórnego, umożliwiającego konkurującym zarodkom pobieranie substancji pokarmowych z bielma. Zewnętrzna warstwa zwycięskiego zarodka staje się protodermą. Zarodek przyjmuje kształt paluszkowaty, którego grupa komórek bliższa suspensora staje się centrum inicjalnym korzenia. Na przeciwnym biegunie zarodka dochodzi do wykształcenia zawiązków liścieni. Ich liczba może różnić się nawet dla jednego gatunku nagonasiennych.

### Okrytonasienne

#### Dwuliścienne
Wśród roślin okrytozalążkowych najlepiej poznana jest embriogeneza Arabidopsis thaliana. Polaryzacja występuje już na etapie komórki jajowej. Duża wakuola zlokalizowana jest w po mikropylarnej stronie komórki, a jądro – po stronie chalazalnej. Po zapłodnieniu podłużna zygota ulega pierwszemu podziałowi z wytworzeniem komórki bazalnej i apikalnej. Dużą wakuola staje się elementem komórki bazalnej, która w wyniku kilku kolejnych podziałów w jednej płaszczyźnie przekształca się w wieszadełko. Struktura ta jest odpowiedzialna za dostarczanie substancji pokarmowych organogenicznej części zarodka, powstającej w wyniku kolejnych podziałów komórki apikalnej. Dwa pierwsze podziały są podziałami równoległymi, a kolejny – prostopadłym. Po trzech podziałach powstaje ośmiokomórkowy zarodek, w którym wyróżniane są dwie warstwy po cztery komórki. Pierwsza warstwa komórek w kolejnych etapach wzrostu zarodka daje początek merystemowi wierzchołkowemu i liścieniom; druga warstwa jest odpowiedzialna za wykształcenie korzenia i hipokotylu. Gdy komórki obu warstw ulegną podziałowi antyklinalnemu, możliwe jest już wyróżnienie warstwy zewnętrznej i wewnętrznej. Jest to faza dermatogenu. Dalsze podziały nie są już synchroniczne, jednak nadal są uporządkowane pod względem płaszczyzny podziału. Warstwa zewnętrzna w liczbie 32 komórek staje się protodermą. Komórki centralne, dzielą się zarówno poprzecznie, jak i podłużnie. W efekcie po 60 godzinach od zapłodnienia zarodek liczy 62 komórki. Na tym etapie określany jest jako globularny. Wierzchnie komórki zapoczątkowują rozwój dermatogenu, a warstwy położone głębiej są zaczątkiem peryblemu i pleromu. Gdy komórki zlokalizowane po dwóch stronach globularnego zarodka, dzieląc się, wykształcą zawiązki liścieni, zarodek wchodzi w stadium sercowate. Dalsze zmiany kształtu prowadzą do pojawienia się symetrii grzbieto-brzusznej. Zarodek wydłuża się i wykształcane są merystemy wierzchołkowe pędu i korzenia. Wśród komórek zarodka możliwe jest w tej fazie wyróżnienie prokambium. Po 96 godzinach od zapłodnienia zarodek wchodzi w stadium torpedy. Na tym etapie możliwe jest już wyróżnienie zawiązków epikotylu, liścieni, hipokotylu i radicula (korzenia zarodkowego). W tworzących się organach dochodzi do różnicowania się komórek. Powstaje system wiązek przewodzących, a w liścieniach i hipokotylu zachodzi pełna synteza chlorofilu i wykształcają się chloroplasty. W wyniku rozrostu liścieni zarodek przybiera kształt litery U. Komórki liścieni stanowią do 80% komórek zarodka, a ich sucha masa, wzrastająca w wyniku gromadzenia materiałów zapasowych, osiąga 95% masy zarodka. W dojrzałym zarodku możliwe jest wyróżnienie grup komórek w obrębie merystemu wierzchołkowego, które są już zawiązkami liści. Dalszy wzrost następuje już w na etapie kiełkowania.

#### Jednoliścienne

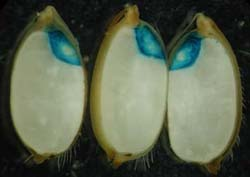
Zarodek ryżu

Przebieg embriogenezy roślin jednoliściennych jest zbliżony do jej przebiegu u dwuliściennych. Zarodek wykształca tylko jeden liścień, jednak u dwuliściennych powstawanie liścieni nie jest wcale synchroniczne. Kluczową różnica jest dodatkowa funkcja wykształcanego liścienia. Jego część spełnia funkcję haustorium, zapewniając pobieranie substancji odżywczych z bielma.
Dodatkowo u traw dystalna część zaczątka liścienia wykształca tarczkę (scutellum). Pozostała część pochwiastego liścienia tworzy koleoptyl. U tych roślin w budowie zarodka wyróżniana jest także wyjątkowa struktura, określana jako koleoryza. Struktura ta zapewnia dodatkową ochronę zaczątka korzenia okrytego czapeczką, szczególnie w nasionach okrytych szczątkową łupiną nasienną. U traw już na etapie zarodka pojawiają się zaczątki korzeni przybyszowych. Homoryzja, czyli równorzędność korzeni, jest więc u tych roślin obecna już na etapie zarodka.

## Embriogeneza somatyczna
U roślin możliwe jest wytworzenie roślin z komórek innych niż zygota. Ten rodzaj embriogenezy nazywany jest embriogenezą somatyczną. W odpowiednich warunkach niemal każda żywa komórka może zapoczątkować rozwój pełnego organizmu roślinnego. Proces wykorzystywany jest zarówno do badań nad embriogenezą, jak i rozmnażania roślin z uzyskaniem osobników identycznych genetycznie.
W hodowli kultur in vitro wyróżnianych jest pięć faz embriogenezy, numerowanych od -1 do 3. Faza -1 polega na utracie zdolności komórek do różnicowania się i zachodzi na pożywce pozbawionej auksyn. W fazie 0 do pożywki wprowadzane są auksyny, co prowadzi do zapoczątkowania podziałów komórkowych o asymetrycznym polarnym. Powstające komórki wykazują się totipotencją i mogą rozwijać się w zarodek. Podobnie jak ma to w miejsce w embriogenezie zygotycznej, już na samym początku komórki wykazują  polarność. W fazie 1 pożywka może być pozbawiona auksyn; w tych warunkach zachodzą powolne podziały komórkowe, a powstające komórki nie są zróżnicowane. Dodanie zeatyny rozpoczyna fazę 2, w której podziały komórkowe zachodzą szybciej i dochodzi do uformowania się globularnych zarodków somatycznych. Faza 3 polega na przekształceniu form globularnych kolejno w stadium sercowate i torpedowate.
Możliwość przeprowadzenia embriogenezy potwierdzono u roślin nagozalążkowych, okrytozalążkowych, jednoliściennych i dwuliściennych, drzewiastych i zielnych. Zwykle proces nie różni się od embriogenezy zygotycznej, co potwierdzono obserwacjami na wielu gatunkach roślin. Analogie pozwalają na prowadzenie badań nad embriogenezą w warunkach, gdy zarodek jest dobrze widoczny i nie jest ukryty w woreczku zalążkowym. Jednak u ogórka stwierdzono zgodność embriogenezy somatycznej z zygotyczną jedynie do stadium sercowatego. W kolejnych etapach zarodek rozwija się nietypowo. Może nie wykształcać plumuli lub liczba liścieni jest większa niż zwykle.

## Kontrola genetyczna
Procesy embriogenezy roślin podlegają kontroli genetycznej. Geny i związane z mutacjami tych genów zmiany zostały najlepiej poznane u Arabidopsis thaliana Wiele znanych mutantów tej rośliny podzielono na trzy grupy. Pierwsza z nich obejmuje mutacje, prowadzące do niewykształcenia się określonych elementów zarodka w osi apikalno-bazalnej. W grupie drugiej znajdują się mutanty o zaburzonym wzorcu radialnym. Trzecia grupa mutantów charakteryzuje się nietypową budową siewek oraz dojrzałych roślin. Do pierwszej grupy mutantów należą rośliny ze zmianami w następujących genach:
- GNOM – do ekspresji tego genu dochodzi już na etapie zygoty. Mutanty GNOM nie wykazują polarności, co związane jest z zaburzeniem podziału zygoty na komórkę apikalną i bazalną. W efekcie komórka apikalna dzieli się w sposób niekontrolowany, co uniemożliwia wykształcenie liścieni i korzenia. Rozwój zarodka ustaje na etapie różnicowania się komórek w tkanki.
- MONOPTEROS – mutacja w tym genie skutkuje niewykształceniem hipokotylu i korzenia.
- FACKEL – mutacja tego genu prowadzi do ubytku w centralnej części zarodka. Mutacja jest letalna.
- GURKE – mutacja w genie prowadzi do niewykształcenia pąku wierzchołkowego i korzenia.

Druga grupa genów odpowiedzialna za właściwą symetrię promienistą to:
- KNOLLE – gen podlega ekspresji, gdy zarodek składa się z 16 komórek. Ekspresja ma miejsce w warstwie zewnętrznej komórek zarodka globularnego, jednak efektem mutacji w tym genie jest nieprawidłowy rozwój wierzchniej obu warstw komórek zarodka.
- KEULE –  do ekspresji dochodzi na tym samym etapie co genu KNOLLE, a mutacja prowadzi do zaburzeń w zewnętrznej warstwie zarodka globularnego. Komórki te ulegają patologicznemu powiększeniu.

Trzecia grupa genów, których mutacje ulegają ujawnieniu w stadium torpedy i liścieniowym, wpływająca na prawidłowy rozwój zarodka i warunkujących nietypowy wygląd rośliny to:
- FASS – w przypadku mutanta zarodek jest prawidłowo zbudowany, lecz jest wyjątkowo krótki.
- KNOPF – mutant ma niewłaściwie wykształcone wiązki przewodzące.
- MICKEY – u mutanta liścienie są znacznie większe niż u typu dzikiego.

Inne mutacje poznane u A. thaliana to:
- Shoot meristemeless (stm-1) – mutanty nie wykształcają prawidłowo epikotylu.
- Wuchsel – mutanty nie wykształcają merystemu wierzchołkowego na etapie zarodka, czego efektem jest nienormalnie rozwijający się pęd.
- Zwille – mutanty nie wykształcają zawiązka merystemu wierzchołkowego[1].
- Hibbit – mutant wykazuje nieprawidłowości w rozwoju hipofizy, co prowadzi do defektu w rozwoju czapeczki korzeniowej.
- Bombadii – mutacja skutkuje zaburzeniem rozwoju hipofizy i niewłaściwym rozwojem merystemu korzeniowego.
- Raspberry – mutacja recesywna o charakterze letalnym. Zatrzymanie rozwoju zarodka następuje w stadium główki[2].

Zidentyfikowano także geny odpowiedzialne za prawidłowe wykształcenie liścieni. Są to:
- AMP1 (ang. altered meristem program) – u mutanta dochodzi do wykształcenia trzech lub czterech liścieni.
- HPT (niem. häuptling) – efekty mutacji są podobne, jak w przypadku mutacji w genie AMP1.
- SBH1 –  gen podlega ekspresji na wczesnym etapie rozwoju zarodka, a zawartość transkryptu rośnie aż do momentu wykształcenia liścieni.
- PIN1 – mutanty wykazują zaburzenia w polarnym transporcie auksyn, czego efektem jest zlewanie się zawiązków liścieni w pojedynczy organ.
- LEC – mutanty wykształcają zamiast liścieni organy o strukturze przypominającej liście.